# Avery Brooks

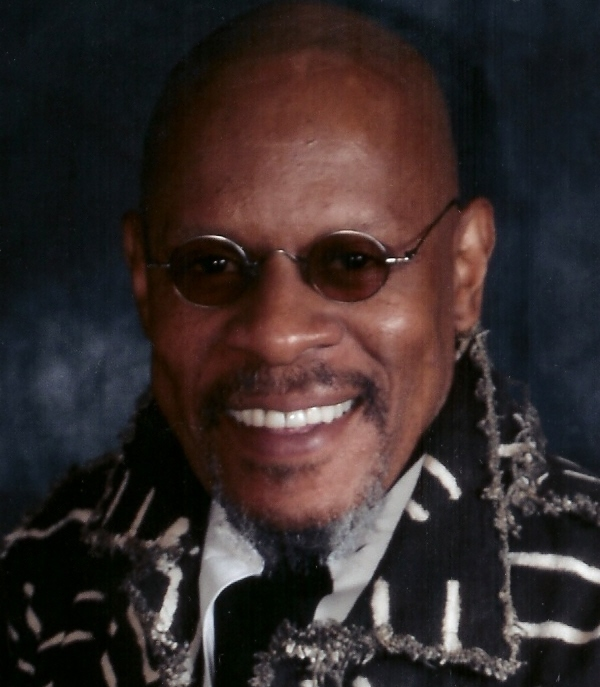
Avery Brooks (2007)

Avery Franklin Brooks (* 2. Oktober 1948 in Evansville, Indiana) ist ein US-amerikanischer Schauspieler und Regisseur. International bekannt wurde er insbesondere durch seine Hauptrolle als „Benjamin Sisko“ in der Fernsehserie Star Trek: Deep Space Nine, die von 1993 bis 1999 produziert wurde.

## Leben und Karriere
Die Mutter von Avery Brooks, Eva Lydia (geborene Crawford), gehörte zu den ersten afroamerikanischen Frauen, die das Studium der Musik mit einem Master abschließen konnten. Sein Vater war von 1937 bis 1947 Sänger in einem Chor beim Radiosender des CBS, so dass ihm eine Karriere als Musiker vorherbestimmt zu sein schien. Brooks besuchte nach Abschluss seiner Schulausbildung die Indiana University sowie das Oberlin College und schloss sein Studium 1976 mit einem Master an der Rutgers University in den Bereichen Regie und Schauspiel ab. Anschließend unterrichtete er für einige Jahre als Professor für Theaterwissenschaften an der Rutgers University und engagierte sich in mehreren Projekten, beispielsweise beim „National Black Arts Festival“.
Avery Brooks begann seine Schauspielkarriere als Theaterdarsteller, als der er 1976 in dem Stück Paul Robeson von Phillip Hayes Dean seinen ersten großen Erfolg verbuchen konnte. Die in dem Stück erzählte Lebensgeschichte des Sängers, Schauspielers und Bürgerrechtlers Paul Robeson forderte Brooks einiges an gesanglichem Können ab. In der Folge Solomon Northup’s Odyssey der Serie American Playhouse stand Brooks dann 1984 erstmals für eine Fernsehproduktion vor der Kamera.
Eine erste Serienhauptrolle verkörperte Brooks in der Rolle des Hawk ab 1985 neben Robert Urich in der Fernsehserie Spenser und in deren kurzlebigem Spin-off Hawk. 1987 war er in der Titelrolle des Onkel Tom in einer Verfilmung des Romans Onkel Toms Hütte zu sehen.
Internationale Bekanntheit erlangte Brooks ab 1993 in der Science-Fiction-Serie Star Trek: Deep Space Nine (DS9) als Commander (später Captain) Benjamin Lafayette Sisko, kommandierender Offizier der Raumstation „Deep Space 9“ und Abgesandter der Propheten (Wurmlochwesen). Nach dem Ende der sieben Staffeln langen Serie Deep Space Nine im Jahre 1999 übernahm Brooks nur noch wenige Nebenrollen in TV- und Kinoproduktionen.
1998 spielte er in dem Film American History X den Schuldirektor der beiden Hauptcharaktere. Er spielte am Theater, sprach mit seinem tiefen Bariton Kommentare in Dokumentarfilmen des Discovery Channel und National Geographic, unterrichtete am Oberlin College und an der Case Western Reserve University und nahm Hörbücher auf. Des Weiteren ist er Dozent an der Mason Gross School of the Arts mit einer Professur für Theaterwissenschaften. Im Jahr 2008 trat er in der Theaterproduktion Death of a Salesman, basierend auf dem gleichnamigen Drama von Arthur Miller aus dem Jahre 1949, auf (deutscher Titel Tod eines Handlungsreisenden).
Seit 1976 ist Avery Brooks mit Vicki Bowen verheiratet. Das Paar hat drei Kinder. In Star Trek: Deep Space Nine wurde er von Jörg Hengstler synchronisiert.

## Filmografie (Auswahl)
- 1984: American Playhouse (Fernsehserie, Episode 4x03 Solomon Northup’s Odyssey)
- 1984: Finnegan, fang nochmal an! (Finnegan, Begin Again, Fernsehfilm)
- 1985–1988: Spenser (amerikanisch-englisch Spenser: For Hire, Fernsehserie, 65 Episoden, in der Rolle des Hawk)
- 1987: Moments Without Proper Names
- 1987: Onkel Toms Hütte (Uncle Tom’s Cabin, Fernsehfilm)
- 1988: Roots – Das Geschenk der Freiheit (Roots: The Gift, Fernsehfilm)
- 1989: Hawk (A Man called Hawk, Fernsehserie, 13 Episoden)
- 1993: Aufruhr in Little Rock – Die Ernest Green Story (The Ernest Green Story, Fernsehfilm)
- 1993–1999: Star Trek: Deep Space Nine (Fernsehserie, 176 Episoden)
- 1993: Combat Zone (Spenser: Ceremony, Fernsehfilm)
- 1994: Spenser: Tod eines Sensationsreporters (Spenser: Pale Kings and Princes, Fernsehfilm)
- 1994: Spenser: Das Attentat (Spenser: The Judas Goat, Fernsehfilm)
- 1995: Spenser: In Lebensgefahr (Spenser: A Savage Place, Fernsehfilm)
- 1996: Gargoyles – Auf den Schwingen der Gerechtigkeit (Gargoyles, Zeichentrick-Fernsehserie, Stimme, Folge 2x39 Der Wachposten)
- 1997: Nochmal 13 auf einen Streich (Happily Ever After: Fairy Tales for Every Child, Zeichentrick-Fernsehserie, Stimme, Folge Die goldene Gans)
- 1998: The Big Hit
- 1998: American History X
- 2001: 15 Minuten Ruhm (15 Minutes)
- 2011: William Shatner’s: The Captains (Fernsehdokumentation)